# آنتونی گوس
آنتونی گوس (انگلیسی: Anthony Gose؛ زادهٔ ۱۰ اوت ۱۹۹۰) بازیکن بیس‌بال اهل ایالات متحده آمریکا است.
وی در مسابقات کشوری و بین‌المللی در مجموع برندهٔ ۱ مدال نقره شده‌است.